# Andrzej Siemieniewski
Andrzej Siemieniewski (Breslavia, 8 agosto 1957) è un vescovo cattolico polacco, dal 28 giugno 2021 vescovo di Legnica.

## Biografia
Andrzej Siemieniewski è nato a Breslavia l'8 agosto 1957. Sua madre era la chimica Teresa Siemieniewska (1931-2021), professoressa al Politecnico di Breslavia.

### Formazione e ministero sacerdotale
Ha superato l'esame di maturità presso la scuola secondaria n. 2 di Breslavia.
Nel 1976 ha iniziato gli studi presso la Facoltà di Problemi Fondamentali della Tecnologia del Politecnico di Breslavia. Nel 1979 ha interrotto gli studi ed è entrato nel seminario teologico maggiore metropolitano di Breslavia.
Il 1º giugno 1985 è stato ordinato presbitero per l'arcidiocesi di Breslavia nella cattedrale arcidiocesana dal cardinale Henryk Roman Gulbinowicz. Nello stesso anno ha conseguito la laurea magistrale in teologia. In seguito è stato vicario parrocchiale della parrocchia di San Stanislao a Świdnica dal 1985 al 1987. Nel 1987 è stato inviato a Roma per studi. Nel 1991 ha conseguito il dottorato in teologia spirituale presso la Pontificia università "San Tommaso d'Aquino" con una tesi intitolata "Gli elementi della spiritualità sacerdotale nel pensiero di Hans von Balthasar". In Italia ha svolto il ministero pastorale come parroco a Forlì. Dal 1991 al 1998 è stato direttore spirituale del seminario di Breslavia. Nel 1991 è stato assunto presso la Pontificia Facoltà di Teologia di Breslavia come assistente professore. Nel 1998 ha conseguito l'abilitazione in teologia spirituale presso lo stesso ateneo con un elaborato intitolato "Ewangelikalna duchowość nowego narodzenia a tradycja katolicka" (Spiritualità evangelica della nuova nascita e tradizione cattolica). Nel 2000 è divenuto professore associato. Nel 2004 gli è stato conferito il titolo di professore di scienze teologiche  ed è divenuto professore ordinario. Dal 1993 al 1995 è stato direttore della Biblioteca locale e nel 1997 è diventato capo del Dipartimento di teologia spirituale. Dal 1998 al 2001 è stato pro-rettore universitario.
Nel 1994 è diventato assistente ecclesiastico per la comunità Hallelu Jah di Breslavia, appartenente al Rinnovamento nello Spirito Santo. Nel 2004 è stato nominato vicario episcopale per la formazione permanente dei sacerdoti. È divenuto anche membro del consiglio presbiterale. Nel 2005 gli è stato conferito il titolo di cappellano di Sua Santità.
È stato il coordinatore del Festival della Scienza di Breslavia per la Pontificia Facoltà di Teologia della città.

### Ministero episcopale
Il 5 gennaio 2006 papa Benedetto XVI lo ha nominato vescovo ausiliare di Breslavia e titolare di Teuzi. Ha ricevuto l'ordinazione episcopale l'11 febbraio successivo nella cattedrale metropolitana di San Giovanni Battista a Breslavia dall'arcivescovo metropolita di Breslavia Marian Gołębiewski, co-consacranti l'arcivescovo emerito della stessa arcidiocesi Henryk Roman Gulbinowicz e il vescovo di Świdnica Ignacy Dec. Come motto ha scelto l'espressione "Deus caritas est". Ha prestato servizio come vicario generale. Nel 2012 è diventato prevosto del capitolo arcidiocesano di Breslavia.
Nel febbraio del 2014 ha compiuto la visita ad limina.
Il 28 giugno 2021 papa Francesco lo ha nominato vescovo di Legnica. Ha preso possesso della diocesi il giorno successivo. Il 20 settembre successivo ha fatto il solenne ingresso nella cattedrale dei Santi Pietro e Paolo a Legnica.
In seno alla Conferenza episcopale polacca è membro del consiglio scientifico, membro dell'equipe per i contatti con il Consiglio ecumenico polacco, delegato per la Federazione delle biblioteche ecclesiastiche "Fides" e delegato per il Movimento "Famiglie di Nazareth". In precedenza è stato membro del consiglio per la dottrina della fede e delegato per i Movimenti carismatici.
È autore di libri e articoli dedicati principalmente alla teologia spirituale, nonché al rapporto della Chiesa con la scienza.

## Libri
- Gli elementi della spiritualità sacerdotale nel pensiero di Hans von Balthasar (tesi di dottorato), Roma, 1991.
- Ewangelikalna duchowość nowego narodzenia a tradycja katolicka (tesi di abilitazione), Breslavia, 1997, ISBN 83-905471-5-5.
- Między sektą, herezją a Odnową, Breslavia, 1998, ISBN 83-908073-4-3.
- Na skale czy na piasku? Katolicy a Biblia, Breslavia, 2000, ISBN 83-88555-55-3.
- Wiele ścieżek na różne szczyty: mistyka religii, Breslavia, 2000, ISBN 83-86882-39-5.
- Ogień w Kościele, Breslavia, 2001.
- Ochrzczeni w jednym Duchu. Perspektywy integracji mistycyzmu pentekostalnego z duchowością katolicką, Breslavia, 2002, ISBN 83-87318-60-4.
- Dary duchowe w dawnych wiekach Kościoła, Breslavia, 2005, ISBN 83-60370-02-8.
- Nowe narodzenie w dawnych wiekach Kościoła, Breslavia, 2007, ISBN 978-83-60370-21-6.
- Ścieżką nauki do Boga, Breslavia, 2009, ISBN 9788388747472.
- Stwórca i ewolucja stworzenia, Breslavia, 2011, ISBN 978-83-62268-81-8.
- Skąd się wziął świat? Historyczne lekcje duchowości scjentystycznej, Breslavia, 2012, ISBN 978-83-7454-209-8.
- Chrześcijańska medytacja monologiczna, Wrocław 2013, ISBN 978-83-7454-255-5 (con Mirosławem Kiwką).
- Czyste i stałe źródło życia duchowego. Biblijne podstawy duchowości chrześcijańskiej, Breslavia, 2014, ISBN 978-83-7454-267-8.
- Charyzmat Tymoteusza, Breslavia, 2015, ISBN 978-83-7454-292-0.

## Genealogia episcopale
La genealogia episcopale è:
- Cardinale Scipione Rebiba
- Cardinale Giulio Antonio Santorio
- Cardinale Girolamo Bernerio O.P.
- Arcivescovo Galeazzo Sanvitale
- Cardinale Ludovico Ludovisi
- Cardinale Luigi Caetani
- Cardinale Ulderico Carpegna
- Cardinale Paluzzo Paluzzi Altieri Degli Albertoni
- Papa Benedetto XIII
- Papa Benedetto XIV
- Papa Clemente XIII
- Cardinale Enrico Benedetto Stuart
- Papa Leone XII
- Cardinale Chiarissimo Falconieri Mellini
- Cardinale Camillo Di Pietro
- Cardinale Mieczysław Halka Ledóchowski
- Cardinale Jan Maurycy Paweł Puzyna de Kosielsko
- Arcivescovo Józef Bilczewski
- Arcivescovo Bolesław Twardowski
- Arcivescovo Eugeniusz Baziak
- Papa Giovanni Paolo II
- Arcivescovo Józef Kowalczyk
- Arcivescovo Marian Gołębiewski
- Vescovo Andrzej Siemieniewski